# Fieldingiidae
Fieldingiidae is een familie van sponsdieren uit de klasse van de Hexactinellida. 

## Geslacht
- Fieldingia Kent, 1870